# Championnat du Liberia de football 2019
Navigation
Edition précédente Edition suivante
La saison 2019 du Championnat du Liberia de football est la 46e édition du championnat de première division liberien.
Le club LPRC Oilers remporte le championnat et son sixième titre en n'ayant concédé aucune défaite.

## Participants
- LISCR FC
- Barrack Young Controllers FC
- MC Breweries FC
- Nimba United
- LPRC Oilers
- Watanga FC
- Nimba FC
- Jubilee FC
- FC Fassell
- National Port Authority Anchors
- Keitrace FC
- Small Town FC

## Compétition

### Classement
Le classement est établi sur le barème de points classique (victoire à 3 points, match nul à 1, défaite à 0). Pour départager les égalités, on tient d'abord compte de la différence de buts générale, puis du nombre de buts marqués, puis des confrontations directes.
| Rang | Équipe                        | Pts | J  | G  | N  | P  | Bp | Bc | Diff |
| ---- | ----------------------------- | --- | -- | -- | -- | -- | -- | -- | ---- |
| 1    | LPRC Oilers                   | 54  | 22 | 16 | 6  | 0  | 47 | 6  | +41  |
| 2    | LISCR FC C                    | 49  | 22 | 15 | 4  | 3  | 48 | 16 | +32  |
| 3    | Barrack Young Controllers FCT | 38  | 22 | 10 | 8  | 4  | 42 | 20 | +22  |
| 4    | Watanga FC                    | 38  | 22 | 11 | 5  | 6  | 28 | 20 | +8   |
| 5    | Nimba United                  | 33  | 22 | 9  | 6  | 7  | 35 | 24 | +11  |
| 6    | Small Town FC                 | 30  | 22 | 9  | 3  | 10 | 29 | 31 | -2   |
| 7    | MC Breweries FC               | 28  | 22 | 7  | 7  | 8  | 29 | 29 | 0    |
| 8    | NPA Anchors FC                | 23  | 22 | 4  | 11 | 7  | 21 | 27 | -6   |
| 9    | Nimba FC                      | 22  | 22 | 6  | 4  | 12 | 19 | 34 | -15  |
| 10   | Jubilee FC                    | 17  | 22 | 4  | 5  | 13 | 19 | 38 | -19  |
| 11   | FC Fassell                    | 15  | 22 | 3  | 6  | 13 | 20 | 58 | -38  |
| 12   | Keitrace FC                   | 14  | 22 | 3  | 5  | 14 | 20 | 52 | -32  |

|  | Qualification pour la Ligue des Champions de la CAF                                      |
|  | Qualification pour la Coupe de la confédération                                          |
|  | Relégation directe en Second League                                                      |
|  | T : Tenant du titre C : Vainqueur de la Coupe du Liberia 2019 P : Promu de Second League |

- LISCR FC qualifié pour la Coupe de la Confédération en tant que vainqueur de la Coupe du Liberia[2].

## Bilan de la saison
| Championnat du Liberia de football 2019                             |                                                      |
| Champion                                                            | Liberia Petroleum Refining Company Oilers (6e titre) |
| Coupes et trophées                                                  |                                                      |
| Vainqueur de la Coupe du Liberia 2019                               | Liberia Ship Corporate Registry Football Club        |
| Qualifications continentales                                        |                                                      |
| Ligue des champions de la CAF 2019-2020                             | Liberia Petroleum Refining Company Oilers            |
| Coupe de la confédération 2019-2020                                 | Liberia Ship Corporate Registry Football Club        |
| Promotions et relégations                                           |                                                      |
| Promus en First Division                                            | FC Bea Mountain                                      |
| Promus en First Division                                            | Freeport FC                                          |
| Promus en First Division                                            | Nimba Kwado                                          |
| Relégués en Championnat du Liberia de football de deuxième division | Jubilee FC                                           |
| Relégués en Championnat du Liberia de football de deuxième division | FC Fassell                                           |
| Relégués en Championnat du Liberia de football de deuxième division | Keitrace FC                                          |